# Hugo Lamadrid
Hugo Humberto Lamadrid (Buenos Aires; 8 de marzo de 1966) es un exfutbolista, político y comediante argentino.

## Trayectoria
Lamadrid debutó en Racing Club el 28 de septiembre de 1985 frente a Deportivo Italiano en la cancha de Huracán. En ese partido marcó un gol. En los siguientes años actuó en Juventud Antoniana,  Deportivo Mandiyú, Quilmes, Douglas Haig y San Martín de San Juan. Además integró el plantel de la Selección Sub-20 de 1985
En 1991 tuvo un corto plazo por Universidad de Chile de la Primera División de Chile. Fue vendido como un volante creativo con gol, pero jugó tan sólo dos partidos y regresó al fútbol argentino.
Participó de la política partidaria dentro de Racing Club con la agrupación Veinticinco de Marzo, siendo un actor importante en la lucha contra el gerenciamiento del club.
En el año 2017 se presentó como candidato a vicepresidente segundo de Racing Club por el partido El Futuro Llegó, acompañando a Matías Gainza Eurnekian (presidente) y a Mariano Cejas (vicepresidente primero).

## Clubes
| Club                   | País      | Año       | PJ | Goles |
| ---------------------- | --------- | --------- | -- | ----- |
| Racing Club            | Argentina | 1985-1990 | 71 | 3     |
| Universidad de Chile   | Chile     | 1991      | 2  | 0     |
| Aldosivi               | Argentina | 1991-1992 |    |       |
| Juventud Antoniana     | Argentina | 1992-1993 | ?  | 2     |
| Mandiyú                | Argentina | 1993-1994 | 31 | 1     |
| Quilmes                | Argentina | 1994-1995 | 7  | 0     |
| Douglas Haig           | Argentina | 1995-1996 |    |       |
| San Martín de San Juan | Argentina | 1996-1997 | 30 | 1     |
| Douglas Haig           | Argentina | 1997-1999 | 87 | 6     |

## Palmarés

### Campeonatos internacionales
| Título                 | Equipo      | Sede   | Año  |
| ---------------------- | ----------- | ------ | ---- |
| Supercopa Sudamericana | Racing Club | Brasil | 1988 |

### No oficiales
| Título                   | Equipo      | Sede           | Año  |
| ------------------------ | ----------- | -------------- | ---- |
| Supercopa Interamericana | Racing Club | Estados Unidos | 1988 |